# Anna Mutter
Anna Mutter (* 29. August 1918 in Wels; † 11. März 2011 in Linz), geborene Kolbitsch, war eine österreichische Künstlerin, Malerin und Vertreterin des österreichischen Expressionismus.

## Leben und Wirken
Anna Kolbitsch besuchte ab 1939 ohne Matura die Akademie der Bildenden Künste Wien, wo sie unter anderem von Karl Sterrer und Herbert Boeckl unterrichtet wurde. Kurze Zeit nahm sie auch Unterricht bei Rudolf Szyszkowitz an der Kunstgewerbeschule Graz. Zuvor arbeitete sie ab 1937  als Erzieherin an der Neulandschule in Wien, um sich das Studium zu finanzieren. Nach der Schließung der Schule im Jahr 1938 kehrte sie nach Wels zurück und nahm Zeichenunterricht bei ihrem späteren Ehemann, Adolf Mutter.
Sie malte Porträts, Landschaften, Stillleben, Collagen und Blumen. Ihre Werke zeichnen sich durch starke Farbigkeit aus. Lebendigkeit und Plastizität ihrer Bilder machen die künstlerische Handschrift der Künstlerin aus.
Die Künstlerin war Mitglied der Berufsvereinigung Bildender Künstler in Oberösterreich.
Bei der Vorbereitung auf die Akademie lernte sie den um dreißig Jahren älteren Zeichner Adolf Robert R. Mutter (* 5. Dezember 1888; † 8. März 1968) kennen und lieben. Die beiden waren von 1941 bis zum Tod von Adolf 1968 miteinander verheiratet. Sie hatten einen Sohn und eine Tochter.

## Ausstellungen
Ihre Werke wurden in zahlreichen Ausstellungen vor allem im Raum Linz gezeigt:
- Ausstellung von Ölbildern im Steinernen Saal des Linzer Landhauses und im Finanzgebäude Ost in Linz (1949)
- Drei Frauen, Ausstellung in der Neuen Galerie der Stadt Linz (1955)
- Gemeinschaftsausstellung mit eigenen Werken und Werken ihres verstorbenen Mannes in der Hypo-Galerie Linz (1973)
- Kollektivausstellung in der Galerie der Berufsvereinigung im Ursulinenhof (1978)
- 4 Frauen, Ausstellung in der Galerie der Berufsvereinigung (1979)
- Kunst im Krankenhaus, Ausstellung im Allgemeinen Krankenhaus der Stadt Linz (1984)
- Doppelausstellung Anna und Adolf Mutter in der Galerie Forum in Wels (1985)
- Ausstellung in der Galerie der Berufsvereinigung im Ursulinenhof anlässlich des 70. Geburtstages (1988)
- Gemeinschaftsausstellung der oberösterreichischen Künstler zugunsten der Antiatombewegung im Haus der Frau, Linz (1988, 1990), in der Hypo-Galerie Linz (1991) und in der Galerie Domviertel (1993)
- Ausstellung in der Galerie der Berufsvereinigung im Ursulinenhof anlässlich des 75. Geburtstages (1993)
- Kollektivausstellung Dominante Frauenporträts, Selbstdarstellungen im Ursulinenhof, Linz (1998)
- Ausstellung in der Galerie der Berufsvereinigung im Ursulinenhof anlässlich des 80. Geburtstages (1998)
- Ausstellung in der Galerie der Berufsvereinigung im Ursulinenhof anlässlich des 85. Geburtstages (2003)
- Solange ich male, lebe ich .., Arbeiten von 1947 bis 2007, Retrospektive in der Galerie der Berufsvereinigung Bildender Künstler in Oberösterreich, Linz (2008)

## Auszeichnungen
- Förderungspreis für ihre Ölbilder (1950). Das Preisgeld wurde für die Finanzierung einer Studienreise nach Paris verwendet, wo ihre Auseinandersetzung mit der modernen Malerei begann.